# Alpaida banos
Alpaida banos Levi, 1988 è un ragno appartenente alla famiglia Araneidae.

## Etimologia
Il nome della specie si riferisce alla località ecuadoregna di rinvenimento: Baños de Agua Santa

## Caratteristiche
L'olotipo femminile rinvenuto ha dimensioni: cefalotorace lungo 2,5mm, largo 2,0mm; il primo femore misura 2,2mm e la patella e la tibia circa 2,9mm.

## Distribuzione
La specie è stata rinvenuta in Ecuador nei pressi del villaggio di Baños de Agua Santa, nella provincia del Tungurahua.

## Tassonomia
Al 2014 non sono note sottospecie e dal 1988 non sono stati esaminati nuovi esemplari.